# Eleições legislativas portuguesas de 2011 no distrito de Setúbal
| Eleições legislativas portuguesas de 2011 Distritos: Aveiro \| Beja \| Braga \| Bragança \| Castelo Branco \| Coimbra \| Évora \| Faro \| Guarda \| Leiria \| Lisboa \| Portalegre \| Porto \| Santarém \| Setúbal \| Viana do Castelo \| Vila Real \| Viseu \| Açores \| Madeira \| Estrangeiro |

## Resultados por Concelho
Os resultados nos concelhos do Distrito de Setúbal foram os seguintes:

### Alcácer do Sal
| Partido                 | Partido                        | Votos  | %               | +/-  |
| ----------------------- | ------------------------------ | ------ | --------------- | ---- |
|                         | Partido Socialista             | 2 078  | 31,02 / 100,00  | 3,48 |
|                         | Coligação Democrática Unitária | 1 949  | 29,09 / 100,00  | 1,83 |
|                         | Partido Social Democrata       | 1 202  | 17,94 / 100,00  | 7,24 |
|                         | CDS – Partido Popular          | 504    | 7,52 / 100,00   | 2,02 |
|                         | Bloco de Esquerda              | 442    | 6,60 / 100,00   | 5,39 |
|                         | PCTP/MRPP                      | 162    | 2,42 / 100,00   | 0,25 |
|                         | Outros                         | 188    | 2,79 / 100,00   |      |
| Votos Inválidos         | Votos Inválidos                | 174    | 2,60 / 100,00   | 0,09 |
| Total                   | Total                          | 6 699  | 100,00 / 100,00 |      |
| Eleitorado/Participação | Eleitorado/Participação        | 11 662 | 57,44 / 100,00  | 2,87 |

| Freguesia                               | %     | %     | %     | %     | %    | %    | Votantes |
| Freguesia                               | PS    | CDU   | PSD   | CDS   | BE   | PCTP | Votantes |
| --------------------------------------- | ----- | ----- | ----- | ----- | ---- | ---- | -------- |
| Alcácer do Sal (Santa Maria do Castelo) | 31,12 | 29,48 | 15,81 | 6,76  | 7,57 | 2,81 | 1 954    |
| Alcácer do Sal (Santiago)               | 28,92 | 24,20 | 23,78 | 9,15  | 7,04 | 2,32 | 2 372    |
| Comporta                                | 24,72 | 28,59 | 16,48 | 11,47 | 8,72 | 2,91 | 619      |
| Santa Susana                            | 29,89 | 44,06 | 14,56 | 4,60  | 3,07 | 1,15 | 261      |
| São Martinho                            | 23,15 | 62,96 | 5,56  | 2,78  | 2,16 | 1,54 | 324      |
| Torrão                                  | 40,89 | 25,92 | 14,63 | 5,39  | 4,96 | 2,22 | 1 169    |
| Alcácer do Sal                          | 31,02 | 29,09 | 17,94 | 7,52  | 6,60 | 2,42 | 6 699    |

### Alcochete
| Partido                 | Partido                               | Votos  | %               | +/-   |
| ----------------------- | ------------------------------------- | ------ | --------------- | ----- |
|                         | Partido Social Democrata              | 2 316  | 28,03 / 100,00  | 10,94 |
|                         | Partido Socialista                    | 1 970  | 23,84 / 100,00  | 10,82 |
|                         | Coligação Democrática Unitária        | 1 516  | 18,34 / 100,00  | 1,15  |
|                         | CDS – Partido Popular                 | 1 141  | 13,81 / 100,00  | 4,52  |
|                         | Bloco de Esquerda                     | 531    | 6,43 / 100,00   | 6,31  |
|                         | PCTP/MRPP                             | 129    | 1,56 / 100,00   | 0,32  |
|                         | Partido pelos Animais e pela Natureza | 107    | 1,29 / 100,00   | Novo  |
|                         | Outros                                | 197    | 2,39 / 100,00   |       |
| Votos Inválidos         | Votos Inválidos                       | 357    | 4,32 / 100,00   | 0,52  |
| Total                   | Total                                 | 8 264  | 100,00 / 100,00 |       |
| Eleitorado/Participação | Eleitorado/Participação               | 13 194 | 62,63 / 100,00  | 1,25  |

| Freguesia     | %     | %     | %     | %     | %    | %    | %    | Votantes |
| Freguesia     | PSD   | PS    | CDU   | CDS   | BE   | PCTP | PAN  | Votantes |
| ------------- | ----- | ----- | ----- | ----- | ---- | ---- | ---- | -------- |
| Alcochete     | 28,17 | 24,23 | 17,31 | 14,37 | 6,35 | 1,49 | 1,27 | 5 686    |
| Samouco       | 25,49 | 22,24 | 24,08 | 11,83 | 7,05 | 1,78 | 1,41 | 1 632    |
| São Francisco | 31,50 | 24,21 | 14,69 | 13,85 | 5,81 | 1,59 | 1,27 | 946      |
| Alcochete     | 28,03 | 23,84 | 18,34 | 13,81 | 6,43 | 1,56 | 1,29 | 8 264    |

### Almada
| Partido                 | Partido                               | Votos   | %               | +/-  |
| ----------------------- | ------------------------------------- | ------- | --------------- | ---- |
|                         | Partido Socialista                    | 24 833  | 27,94 / 100,00  | 7,63 |
|                         | Partido Social Democrata              | 24 433  | 27,49 / 100,00  | 8,92 |
|                         | Coligação Democrática Unitária        | 15 116  | 17,01 / 100,00  | 0,35 |
|                         | CDS – Partido Popular                 | 10 950  | 12,32 / 100,00  | 3,23 |
|                         | Bloco de Esquerda                     | 5 879   | 6,62 / 100,00   | 6,50 |
|                         | Partido pelos Animais e pela Natureza | 1 467   | 1,65 / 100,00   | Novo |
|                         | PCTP/MRPP                             | 945     | 1,06 / 100,00   | 0,06 |
|                         | Outros                                | 1 775   | 2,00 / 100,00   |      |
| Votos Inválidos         | Votos Inválidos                       | 3 469   | 3,90 / 100,00   | 0,56 |
| Total                   | Total                                 | 88 867  | 100,00 / 100,00 |      |
| Eleitorado/Participação | Eleitorado/Participação               | 147 981 | 60,05 / 100,00  | 0,84 |

| Freguesia            | %     | %     | %     | %     | %    | %    | %    | Votantes |
| Freguesia            | PS    | PSD   | CDU   | CDS   | BE   | PAN  | PCTP | Votantes |
| -------------------- | ----- | ----- | ----- | ----- | ---- | ---- | ---- | -------- |
| Almada               | 27,71 | 29,29 | 18,77 | 10,67 | 6,55 | 1,44 | 0,91 | 10 522   |
| Cacilhas             | 27,94 | 28,95 | 16,38 | 11,05 | 7,19 | 1,74 | 1,03 | 4 073    |
| Caparica             | 30,75 | 23,25 | 19,59 | 10,97 | 6,09 | 1,71 | 1,40 | 8 960    |
| Charneca de Caparica | 25,96 | 32,22 | 11,73 | 14,50 | 6,43 | 1,82 | 1,02 | 13 865   |
| Costa de Caparica    | 24,99 | 36,04 | 10,74 | 14,03 | 6,12 | 1,65 | 0,93 | 6 359    |
| Cova da Piedade      | 29,25 | 25,57 | 18,84 | 10,63 | 7,54 | 1,67 | 0,89 | 12 094   |
| Feijó                | 28,66 | 24,20 | 18,59 | 12,60 | 6,74 | 1,76 | 1,20 | 9 563    |
| Laranjeiro           | 30,77 | 23,20 | 19,43 | 11,96 | 6,18 | 1,51 | 1,20 | 10 110   |
| Pragal               | 24,58 | 28,77 | 17,57 | 13,66 | 6,83 | 1,69 | 0,97 | 3 910    |
| Sobreda              | 23,97 | 28,82 | 16,47 | 14,70 | 6,39 | 1,70 | 1,01 | 6 666    |
| Trafaria             | 32,31 | 19,34 | 22,04 | 10,13 | 7,10 | 1,17 | 1,20 | 2 745    |
| Almada               | 27,94 | 27,49 | 17,01 | 12,32 | 6,62 | 1,65 | 1,06 | 88 867   |

### Barreiro
| Partido                 | Partido                               | Votos  | %               | +/-  |
| ----------------------- | ------------------------------------- | ------ | --------------- | ---- |
|                         | Partido Socialista                    | 12 725 | 28,93 / 100,00  | 6,90 |
|                         | Coligação Democrática Unitária        | 11 696 | 26,59 / 100,00  | 0,42 |
|                         | Partido Social Democrata              | 8 299  | 18,87 / 100,00  | 7,55 |
|                         | CDS – Partido Popular                 | 4 156  | 9,45 / 100,00   | 2,65 |
|                         | Bloco de Esquerda                     | 3 217  | 7,31 / 100,00   | 6,11 |
|                         | PCTP/MRPP                             | 700    | 1,59 / 100,00   | 0,26 |
|                         | Partido pelos Animais e pela Natureza | 643    | 1,46 / 100,00   | Novo |
|                         | Outros                                | 907    | 2,07 / 100,00   |      |
| Votos Inválidos         | Votos Inválidos                       | 1 645  | 3,74 / 100,00   | 0,97 |
| Total                   | Total                                 | 43 988 | 100,00 / 100,00 |      |
| Eleitorado/Participação | Eleitorado/Participação               | 71 081 | 61,88 / 100,00  | 1,72 |

| Freguesia                 | %     | %     | %     | %     | %    | %    | %    | Votantes |
| Freguesia                 | PS    | CDU   | PSD   | CDS   | BE   | PCTP | PAN  | Votantes |
| ------------------------- | ----- | ----- | ----- | ----- | ---- | ---- | ---- | -------- |
| Alto do Seixalinho        | 31,40 | 27,72 | 17,14 | 8,31  | 6,99 | 1,73 | 1,30 | 11 140   |
| Barreiro                  | 24,99 | 28,02 | 22,30 | 8,58  | 6,96 | 1,26 | 1,70 | 4 753    |
| Coina                     | 29,37 | 28,57 | 15,68 | 8,39  | 8,19 | 2,30 | 1,70 | 1 001    |
| Lavradio                  | 29,98 | 26,73 | 16,56 | 9,48  | 8,08 | 1,88 | 1,33 | 7 511    |
| Palhais                   | 20,46 | 28,33 | 26,61 | 10,79 | 5,04 | 1,31 | 1,31 | 992      |
| Santo André               | 27,88 | 27,31 | 18,30 | 10,45 | 7,51 | 1,43 | 1,34 | 6 711    |
| Santo António da Charneca | 26,67 | 22,38 | 23,06 | 11,72 | 6,99 | 1,33 | 1,35 | 5 777    |
| Verderena                 | 30,77 | 25,81 | 18,11 | 8,86  | 7,54 | 1,59 | 1,95 | 6 103    |
| Barreiro                  | 28,93 | 26,59 | 18,87 | 9,45  | 7,31 | 1,59 | 1,46 | 43 988   |

### Grândola
| Partido                 | Partido                        | Votos  | %               | +/-  |
| ----------------------- | ------------------------------ | ------ | --------------- | ---- |
|                         | Partido Socialista             | 2 218  | 29,07 / 100,00  | 4,80 |
|                         | Coligação Democrática Unitária | 2 122  | 27,81 / 100,00  | 0,53 |
|                         | Partido Social Democrata       | 1 692  | 22,18 / 100,00  | 7,49 |
|                         | CDS – Partido Popular          | 529    | 6,93 / 100,00   | 1,35 |
|                         | Bloco de Esquerda              | 458    | 6,00 / 100,00   | 6,27 |
|                         | PCTP/MRPP                      | 157    | 2,06 / 100,00   | 0,17 |
|                         | Outros                         | 216    | 2,81 / 100,00   |      |
| Votos Inválidos         | Votos Inválidos                | 237    | 3,10 / 100,00   | 0,91 |
| Total                   | Total                          | 7 629  | 100,00 / 100,00 |      |
| Eleitorado/Participação | Eleitorado/Participação        | 12 525 | 60,91 / 100,00  | 3,61 |

| Freguesia                                  | %     | %     | %     | %    | %     | %    | Votantes |
| Freguesia                                  | PS    | CDU   | PSD   | CDS  | BE    | PCTP | Votantes |
| ------------------------------------------ | ----- | ----- | ----- | ---- | ----- | ---- | -------- |
| Azinheira dos Barros e São Mamede do Sádão | 38,55 | 27,95 | 13,01 | 7,95 | 6,99  | 1,93 | 415      |
| Carvalhal                                  | 25,00 | 28,16 | 21,36 | 9,49 | 6,33  | 2,37 | 632      |
| Grândola                                   | 27,65 | 29,28 | 22,32 | 6,78 | 6,22  | 2,01 | 5 529    |
| Melides                                    | 36,20 | 19,62 | 25,29 | 5,98 | 3,46  | 2,20 | 953      |
| Santa Margarida da Serra                   | 26,00 | 22,00 | 28,00 | 4,00 | 12,00 | 2,00 | 100      |
| Grândola                                   | 29,07 | 27,81 | 22,18 | 6,93 | 6,00  | 2,06 | 7 629    |

### Moita
| Partido                 | Partido                               | Votos  | %               | +/-  |
| ----------------------- | ------------------------------------- | ------ | --------------- | ---- |
|                         | Coligação Democrática Unitária        | 9 235  | 27,74 / 100,00  | 0,08 |
|                         | Partido Socialista                    | 8 834  | 26,53 / 100,00  | 4,10 |
|                         | Partido Social Democrata              | 6 213  | 18,66 / 100,00  | 7,55 |
|                         | CDS – Partido Popular                 | 3 154  | 9,47 / 100,00   | 1,82 |
|                         | Bloco de Esquerda                     | 2 809  | 8,44 / 100,00   | 7,92 |
|                         | PCTP/MRPP                             | 578    | 1,74 / 100,00   | 0,23 |
|                         | Partido pelos Animais e pela Natureza | 464    | 1,39 / 100,00   | Novo |
|                         | Outros                                | 799    | 2,41 / 100,00   |      |
| Votos Inválidos         | Votos Inválidos                       | 1 208  | 3,63 / 100,00   | 0,69 |
| Total                   | Total                                 | 33 294 | 100,00 / 100,00 |      |
| Eleitorado/Participação | Eleitorado/Participação               | 59 169 | 56,27 / 100,00  | 1,58 |

| Freguesia         | %     | %     | %     | %     | %     | %    | %    | Votantes |
| Freguesia         | CDU   | PS    | PSD   | CDS   | BE    | PCTP | PAN  | Votantes |
| ----------------- | ----- | ----- | ----- | ----- | ----- | ---- | ---- | -------- |
| Alhos Vedros      | 26,13 | 25,43 | 17,96 | 10,23 | 10,17 | 2,09 | 1,51 | 7 333    |
| Baixa da Banheira | 33,97 | 27,43 | 13,80 | 8,20  | 8,61  | 1,70 | 1,19 | 11 494   |
| Gaio-Rosário      | 36,97 | 26,70 | 12,48 | 7,90  | 6,16  | 2,69 | 2,21 | 633      |
| Moita             | 24,46 | 25,52 | 21,65 | 10,19 | 8,43  | 1,51 | 1,45 | 8 978    |
| Sarilhos Pequenos | 40,44 | 34,37 | 6,81  | 5,48  | 5,33  | 1,04 | 1,33 | 675      |
| Vale da Amoreira  | 17,01 | 26,88 | 29,68 | 11,00 | 5,76  | 1,67 | 1,51 | 4 181    |
| Moita             | 27,74 | 26,53 | 18,66 | 9,47  | 8,44  | 1,74 | 1,39 | 33 294   |

### Montijo
| Partido                 | Partido                               | Votos  | %               | +/-   |
| ----------------------- | ------------------------------------- | ------ | --------------- | ----- |
|                         | Partido Social Democrata              | 6 669  | 30,40 / 100,00  | 10,63 |
|                         | Partido Socialista                    | 5 614  | 25,59 / 100,00  | 9,56  |
|                         | Coligação Democrática Unitária        | 3 075  | 14,02 / 100,00  | 0,21  |
|                         | CDS – Partido Popular                 | 2 968  | 13,53 / 100,00  | 3,54  |
|                         | Bloco de Esquerda                     | 1 527  | 6,96 / 100,00   | 7,10  |
|                         | PCTP/MRPP                             | 377    | 1,72 / 100,00   | 0,17  |
|                         | Partido pelos Animais e pela Natureza | 311    | 1,42 / 100,00   | Novo  |
|                         | Outros                                | 543    | 2,48 / 100,00   |       |
| Votos Inválidos         | Votos Inválidos                       | 855    | 3,89 / 100,00   | 0,63  |
| Total                   | Total                                 | 21 939 | 100,00 / 100,00 |       |
| Eleitorado/Participação | Eleitorado/Participação               | 39 582 | 55,43 / 100,00  | 1,01  |

| Freguesia                 | %     | %     | %     | %     | %    | %    | %    | Votantes |
| Freguesia                 | PSD   | PS    | CDU   | CDS   | BE   | PCTP | PAN  | Votantes |
| ------------------------- | ----- | ----- | ----- | ----- | ---- | ---- | ---- | -------- |
| Afonsoeiro                | 27,13 | 25,86 | 13,89 | 14,47 | 8,46 | 1,65 | 1,62 | 2 599    |
| Alto Estanqueiro - Jardia | 21,43 | 34,49 | 16,55 | 11,59 | 4,70 | 2,70 | 1,83 | 1 148    |
| Atalaia                   | 28,73 | 30,33 | 10,41 | 14,11 | 5,61 | 1,60 | 1,20 | 999      |
| Canha                     | 31,28 | 40,26 | 9,36  | 10,00 | 3,46 | 1,54 | 0,26 | 780      |
| Montijo                   | 32,25 | 23,80 | 13,03 | 13,80 | 7,45 | 1,59 | 1,58 | 13 128   |
| Pegões                    | 35,28 | 27,64 | 11,60 | 12,55 | 3,87 | 1,89 | 0,66 | 1 060    |
| Santo Isidro de Pegões    | 35,69 | 20,69 | 13,06 | 15,56 | 6,81 | 2,50 | 0,83 | 720      |
| Sarilhos Grandes          | 21,40 | 24,12 | 27,84 | 12,16 | 6,78 | 1,86 | 0,93 | 1 505    |
| Montijo                   | 30,40 | 25,59 | 14,02 | 13,53 | 6,96 | 1,72 | 1,42 | 21 939   |

### Palmela
| Partido                 | Partido                               | Votos  | %               | +/-  |
| ----------------------- | ------------------------------------- | ------ | --------------- | ---- |
|                         | Partido Social Democrata              | 7 285  | 25,70 / 100,00  | 9,68 |
|                         | Partido Socialista                    | 7 192  | 25,37 / 100,00  | 7,31 |
|                         | Coligação Democrática Unitária        | 5 345  | 18,85 / 100,00  | 0,56 |
|                         | CDS – Partido Popular                 | 3 696  | 13,04 / 100,00  | 2,93 |
|                         | Bloco de Esquerda                     | 2 134  | 7,53 / 100,00   | 6,84 |
|                         | PCTP/MRPP                             | 492    | 1,74 / 100,00   | 0,05 |
|                         | Partido pelos Animais e pela Natureza | 391    | 1,38 / 100,00   | Novo |
|                         | Outros                                | 667    | 2,36 / 100,00   |      |
| Votos Inválidos         | Votos Inválidos                       | 1 149  | 4,05 / 100,00   | 0,58 |
| Total                   | Total                                 | 28 351 | 100,00 / 100,00 |      |
| Eleitorado/Participação | Eleitorado/Participação               | 49 202 | 57,62 / 100,00  | 0,76 |

| Freguesia      | %     | %     | %     | %     | %    | %    | %    | Votantes |
| Freguesia      | PSD   | PS    | CDU   | CDS   | BE   | PCTP | PAN  | Votantes |
| -------------- | ----- | ----- | ----- | ----- | ---- | ---- | ---- | -------- |
| Marateca       | 28,10 | 28,86 | 20,63 | 9,64  | 3,58 | 2,87 | 1,09 | 1 566    |
| Palmela        | 28,89 | 24,50 | 14,96 | 14,60 | 7,97 | 1,45 | 1,31 | 8 343    |
| Pinhal Novo    | 21,00 | 25,80 | 21,62 | 12,34 | 9,10 | 1,77 | 1,59 | 11 290   |
| Poceirão       | 29,23 | 25,75 | 20,64 | 10,94 | 3,47 | 3,47 | 0,61 | 1 957    |
| Quinta do Anjo | 28,72 | 24,62 | 17,88 | 13,86 | 6,12 | 1,12 | 1,42 | 5 195    |
| Palmela        | 25,70 | 25,37 | 18,85 | 13,04 | 7,53 | 1,74 | 1,38 | 28 351   |

### Santiago do Cacém
| Partido                 | Partido                               | Votos  | %               | +/-  |
| ----------------------- | ------------------------------------- | ------ | --------------- | ---- |
|                         | Partido Social Democrata              | 4 055  | 26,55 / 100,00  | 9,08 |
|                         | Partido Socialista                    | 3 865  | 25,31 / 100,00  | 5,84 |
|                         | Coligação Democrática Unitária        | 3 466  | 22,69 / 100,00  | 0,42 |
|                         | CDS – Partido Popular                 | 1 375  | 9,00 / 100,00   | 1,89 |
|                         | Bloco de Esquerda                     | 1 004  | 6,57 / 100,00   | 7,21 |
|                         | PCTP/MRPP                             | 317    | 2,08 / 100,00   | 0,19 |
|                         | Partido pelos Animais e pela Natureza | 169    | 1,11 / 100,00   | Novo |
|                         | Outros                                | 329    | 2,16 / 100,00   |      |
| Votos Inválidos         | Votos Inválidos                       | 693    | 4,54 / 100,00   | 1,00 |
| Total                   | Total                                 | 15 273 | 100,00 / 100,00 |      |
| Eleitorado/Participação | Eleitorado/Participação               | 26 108 | 58,50 / 100,00  | 1,99 |

| Freguesia               | %     | %     | %     | %     | %    | %    | %    | Votantes |
| Freguesia               | PSD   | PS    | CDU   | CDS   | BE   | PCTP | PAN  | Votantes |
| ----------------------- | ----- | ----- | ----- | ----- | ---- | ---- | ---- | -------- |
| Abela                   | 19,43 | 27,55 | 34,71 | 5,10  | 2,71 | 2,71 | 0,96 | 628      |
| Alvalade                | 22,50 | 17,69 | 42,91 | 6,83  | 4,20 | 1,31 | 0,53 | 1 142    |
| Cercal do Alentejo      | 19,77 | 28,11 | 28,79 | 8,51  | 4,62 | 2,93 | 1,13 | 1 775    |
| Ermidas-Sado            | 25,19 | 28,61 | 27,57 | 4,18  | 7,79 | 2,19 | 0,38 | 1 052    |
| Santa Cruz              | 24,31 | 28,63 | 23,14 | 8,24  | 7,45 | 1,57 | 1,57 | 255      |
| Santiago do Cacém       | 29,14 | 27,93 | 18,99 | 9,25  | 5,06 | 1,79 | 1,05 | 3 634    |
| Santo André             | 30,50 | 23,04 | 13,89 | 11,52 | 9,70 | 1,68 | 1,40 | 5 286    |
| São Bartolomeu da Serra | 19,53 | 16,74 | 38,60 | 9,30  | 3,26 | 5,58 | 0,93 | 215      |
| São Domingos            | 14,95 | 23,03 | 42,22 | 5,45  | 3,03 | 4,04 | 1,82 | 495      |
| São Francisco da Serra  | 30,44 | 28,12 | 21,14 | 6,77  | 5,07 | 2,11 | 0,63 | 473      |
| Vale de Água            | 21,07 | 31,76 | 25,79 | 7,86  | 4,09 | 3,14 | 0,94 | 318      |
| Santiago do Cacém       | 26,55 | 25,31 | 22,69 | 9,00  | 6,57 | 2,08 | 1,11 | 15 273   |

### Seixal
| Partido                 | Partido                               | Votos   | %               | +/-  |
| ----------------------- | ------------------------------------- | ------- | --------------- | ---- |
|                         | Partido Socialista                    | 22 802  | 28,72 / 100,00  | 6,10 |
|                         | Partido Social Democrata              | 19 749  | 24,87 / 100,00  | 8,41 |
|                         | Coligação Democrática Unitária        | 14 978  | 18,86 / 100,00  | 0,31 |
|                         | CDS – Partido Popular                 | 9 827   | 12,38 / 100,00  | 2,37 |
|                         | Bloco de Esquerda                     | 4 974   | 6,26 / 100,00   | 6,94 |
|                         | Partido pelos Animais e pela Natureza | 1 149   | 1,45 / 100,00   | Novo |
|                         | PCTP/MRPP                             | 1 066   | 1,34 / 100,00   | 0,22 |
|                         | Outros                                | 1 603   | 2,02 / 100,00   |      |
| Votos Inválidos         | Votos Inválidos                       | 3 256   | 4,10 / 100,00   | 0,64 |
| Total                   | Total                                 | 79 404  | 100,00 / 100,00 |      |
| Eleitorado/Participação | Eleitorado/Participação               | 129 026 | 61,54 / 100,00  | 1,21 |

| Freguesia            | %     | %     | %     | %     | %    | %    | %    | Votantes |
| Freguesia            | PS    | PSD   | CDU   | CDS   | BE   | PAN  | PCTP | Votantes |
| -------------------- | ----- | ----- | ----- | ----- | ---- | ---- | ---- | -------- |
| Aldeia de Paio Pires | 25,85 | 18,48 | 26,45 | 13,00 | 6,77 | 1,64 | 1,55 | 6 054    |
| Amora                | 29,32 | 24,92 | 18,36 | 12,18 | 6,12 | 1,46 | 1,29 | 23 952   |
| Arrentela            | 26,46 | 21,16 | 23,63 | 12,60 | 6,62 | 1,72 | 1,53 | 13 505   |
| Corroios             | 30,78 | 27,00 | 16,13 | 12,13 | 5,94 | 1,32 | 1,32 | 26 397   |
| Fernão Ferro         | 27,29 | 29,74 | 12,83 | 13,95 | 6,80 | 1,22 | 1,11 | 7 856    |
| Seixal               | 22,74 | 20,79 | 31,95 | 9,51  | 6,28 | 1,40 | 1,34 | 1 640    |
| Seixal               | 28,72 | 24,87 | 18,86 | 12,38 | 6,26 | 1,45 | 1,34 | 79 404   |

### Sesimbra
| Partido                 | Partido                               | Votos  | %               | +/-  |
| ----------------------- | ------------------------------------- | ------ | --------------- | ---- |
|                         | Partido Social Democrata              | 6 194  | 27,22 / 100,00  | 9,18 |
|                         | Partido Socialista                    | 5 887  | 25,87 / 100,00  | 7,72 |
|                         | Coligação Democrática Unitária        | 3 699  | 16,26 / 100,00  | 0,54 |
|                         | CDS – Partido Popular                 | 2 975  | 13,08 / 100,00  | 3,24 |
|                         | Bloco de Esquerda                     | 1 651  | 7,26 / 100,00   | 7,43 |
|                         | Partido pelos Animais e pela Natureza | 412    | 1,81 / 100,00   | Novo |
|                         | PCTP/MRPP                             | 336    | 1,48 / 100,00   | 0,15 |
|                         | Outros                                | 596    | 2,61 / 100,00   |      |
| Votos Inválidos         | Votos Inválidos                       | 1 003  | 4,41 / 100,00   | 0,80 |
| Total                   | Total                                 | 22 753 | 100,00 / 100,00 |      |
| Eleitorado/Participação | Eleitorado/Participação               | 39 326 | 57,86 / 100,00  | 0,75 |

| Freguesia           | %     | %     | %     | %     | %    | %    | %    | Votantes |
| Freguesia           | PSD   | PS    | CDU   | CDS   | BE   | PAN  | PCTP | Votantes |
| ------------------- | ----- | ----- | ----- | ----- | ---- | ---- | ---- | -------- |
| Quinta do Conde     | 26,09 | 25,16 | 15,80 | 15,30 | 7,42 | 1,98 | 1,20 | 10 731   |
| Sesimbra (Castelo)  | 28,30 | 26,89 | 15,18 | 11,64 | 7,03 | 1,67 | 1,77 | 8 944    |
| Sesimbra (Santiago) | 28,04 | 25,41 | 20,96 | 9,49  | 7,34 | 1,62 | 1,59 | 3 078    |
| Sesimbra            | 27,22 | 25,87 | 16,26 | 13,08 | 7,26 | 1,81 | 1,48 | 22 753   |

### Setúbal
| Partido                 | Partido                               | Votos   | %               | +/-  |
| ----------------------- | ------------------------------------- | ------- | --------------- | ---- |
|                         | Partido Social Democrata              | 16 210  | 27,74 / 100,00  | 8,85 |
|                         | Partido Socialista                    | 14 600  | 24,99 / 100,00  | 7,09 |
|                         | Coligação Democrática Unitária        | 9 341   | 15,99 / 100,00  | 0,05 |
|                         | CDS – Partido Popular                 | 8 826   | 15,10 / 100,00  | 3,46 |
|                         | Bloco de Esquerda                     | 4 448   | 7,61 / 100,00   | 7,91 |
|                         | Partido pelos Animais e pela Natureza | 886     | 1,52 / 100,00   | Novo |
|                         | PCTP/MRPP                             | 730     | 1,25 / 100,00   | 0,05 |
|                         | Outros                                | 1 217   | 2,09 / 100,00   |      |
| Votos Inválidos         | Votos Inválidos                       | 2 175   | 3,72 / 100,00   | 0,87 |
| Total                   | Total                                 | 58 433  | 100,00 / 100,00 |      |
| Eleitorado/Participação | Eleitorado/Participação               | 101 605 | 57,51 / 100,00  | 1,07 |

| Freguesia                            | %     | %     | %     | %     | %    | %    | %    | Votantes |
| Freguesia                            | PSD   | PS    | CDU   | CDS   | BE   | PAN  | PCTP | Votantes |
| ------------------------------------ | ----- | ----- | ----- | ----- | ---- | ---- | ---- | -------- |
| Gâmbia - Pontes - Alto da Guerra     | 22,68 | 24,89 | 24,50 | 13,41 | 6,11 | 0,99 | 2,13 | 2 535    |
| Sado                                 | 12,97 | 29,10 | 34,20 | 7,93  | 6,57 | 0,60 | 2,40 | 3 000    |
| São Lourenço                         | 30,18 | 25,12 | 12,55 | 16,92 | 6,65 | 1,63 | 1,14 | 5 537    |
| São Simão                            | 30,58 | 25,60 | 14,24 | 14,73 | 5,68 | 1,76 | 0,97 | 3 414    |
| Setúbal - Nossa Senhora da Anunciada | 27,36 | 24,93 | 14,85 | 15,00 | 8,82 | 1,62 | 1,27 | 7 486    |
| Setúbal - Santa Maria da Graça       | 32,52 | 24,52 | 11,74 | 15,74 | 7,95 | 1,53 | 0,87 | 4 124    |
| Setúbal - São Julião                 | 39,03 | 20,04 | 9,30  | 17,47 | 6,65 | 1,67 | 0,76 | 9 488    |
| Setúbal - São Sebastião              | 23,80 | 26,49 | 17,66 | 14,78 | 8,38 | 1,54 | 1,33 | 22 849   |
| Setúbal                              | 27,74 | 24,99 | 15,99 | 15,10 | 7,61 | 1,52 | 1,25 | 58 433   |

### Sines
| Partido                 | Partido                               | Votos  | %               | +/-  |
| ----------------------- | ------------------------------------- | ------ | --------------- | ---- |
|                         | Partido Socialista                    | 1 740  | 26,80 / 100,00  | 7,20 |
|                         | Partido Social Democrata              | 1 648  | 25,38 / 100,00  | 9,62 |
|                         | Coligação Democrática Unitária        | 1 278  | 19,68 / 100,00  | 0,27 |
|                         | CDS – Partido Popular                 | 559    | 8,61 / 100,00   | 2,37 |
|                         | Bloco de Esquerda                     | 546    | 8,41 / 100,00   | 8,78 |
|                         | PCTP/MRPP                             | 120    | 1,85 / 100,00   | 0,14 |
|                         | Partido pelos Animais e pela Natureza | 87     | 1,34 / 100,00   | Novo |
|                         | Outros                                | 176    | 2,69 / 100,00   |      |
| Votos Inválidos         | Votos Inválidos                       | 339    | 5,22 / 100,00   | 2,28 |
| Total                   | Total                                 | 6 493  | 100,00 / 100,00 |      |
| Eleitorado/Participação | Eleitorado/Participação               | 11 672 | 55,63 / 100,00  | 3,33 |

| Freguesia  | %     | %     | %     | %    | %    | %    | %    | Votantes |
| Freguesia  | PS    | PSD   | CDU   | CDS  | BE   | PCTP | PAN  | Votantes |
| ---------- | ----- | ----- | ----- | ---- | ---- | ---- | ---- | -------- |
| Porto Covo | 35,13 | 24,91 | 17,20 | 7,71 | 5,73 | 1,79 | 1,79 | 558      |
| Sines      | 26,02 | 25,43 | 19,92 | 8,69 | 8,66 | 1,85 | 1,30 | 5 935    |
| Sines      | 26,80 | 25,38 | 19,68 | 8,61 | 8,41 | 1,85 | 1,34 | 6 493    |